# 久原
久原（日语：／ Kugahara */?）是東京都大田區的町名。現行行政地名為久原一丁目至久原六丁目。人口23,370人（2013年8月1日）。郵遞區號為146-0085。

## 地理
位於東京都大田區西部。北至橫須賀線（品鶴線），接北嶺町、南雪谷。東至呑川，接仲池上。東南至第二京濱，接池上。南鄰千鳥。西鄰南久原、東嶺町。
呑川附近可見工廠，其餘多為高級住宅區。另外也有少數耕地存在。東急池上線久原站位於相鄰的南久原，但其車站商店街延伸至町內（紫丁香通久原）。
町內沒有鐵路車站，可利用東急池上線久原站與千鳥町站。地域東部的久原巴士通與第二京濱有巴士可利用。

## 歷史
前身為「馬込領久河原」與「六鄉領久川原」。
- 江戶初期，馬込領久河原被稱為「馬込領久原村」。江戶中期以後，六鄉領久川原被稱為「六鄉領久原村」。
- 1872年（明治5年），合併為久原村。
- 1889年（明治22年），施行「市制町村制」，為池上村大字久原。
- 1926年（大正15年），為池上町大字久原。
- 1932年（昭和7年），大森區成立，為久原町。
- 1947年（昭和22年），屬大田區。
- 1968年（昭和43年），實施新住居表示，久原町大部分與周邊各町進行區劃調整，成立現行的久原。

### 地名由來
古時周遭樹林遍布，稱為「木原」（木の原），後演變為「久原」（久ヶ原）。

## 設施
- 東京都立雪谷高等學校
- 安詳寺
- 久原出世觀音

## 外部連結
- 紫丁香通久原、久原銀座商店街振興組合 （页面存档备份，存于）